# P.Y.T. (Pretty Young Thing)
P.Y.T. (Pretty Young Thing) је пјесма америчког извођача Мајкла Џексона. Шести је сингл са Џексоновог шестог соло албума, „Thriller“ (1982). Оригиналну демо верзију пјесме написали су Џексон и Грег Филингејнс. Продуценту Квинсију Џонсу та верзија се лично није допадала али јесте њен назив па је са Џејмсом Инграмом направио у потпуности другачију верзију али је задржао назив. Поменути демо налази се на албуму „The Ultimate Collection“.
„P.Y.T. (Pretty Young Thing)“ је објављена 19. септембра 1983. године као претпоследњи сингл са албума. Сингл се нашао на десетом мјесту листе „Билборд хот 100“ чиме је постао шести топ-десет хит са албума. У Уједињеном Краљевству заузео је једанаесто мјесто. „P.Y.T. (Pretty Young Thing)“ је обрађивана од стране бројних извођача попут Монике, Џастина Гаринија и Канија Веста. Првобитни демо је ремиксован од стране вил.ај.ем-а из групе Блек Ајд Пис за албум „Thriller 25“. Џексон пјесму никад није изводио уживо.